# Pont ferroviaire de Saint-Ouen
Le pont ferroviaire de Saint-Ouen est un pont qui permet à la ligne d'Ermont - Eaubonne à Champ-de-Mars de traverser la Seine. Il est utilisé par les trains du RER C et quelques trains de marchandises.

## Situation ferroviaire
Il est situé entre la gare de Saint-Ouen et la gare des Grésillons, située à la limite de Gennevilliers et Asnières-sur-Seine.

## Caractéristiques
Il s'agit d'un pont métallique d'une longueur d'environ 230 mètres, reposant sur quatre piles intérmédiaires.
Il franchit outre la Seine, les voies routières parallèles au fleuve, respectivement le quai de Seine à Saint-Ouen et le quai Aulagnier à Asnières-sur-Seine.

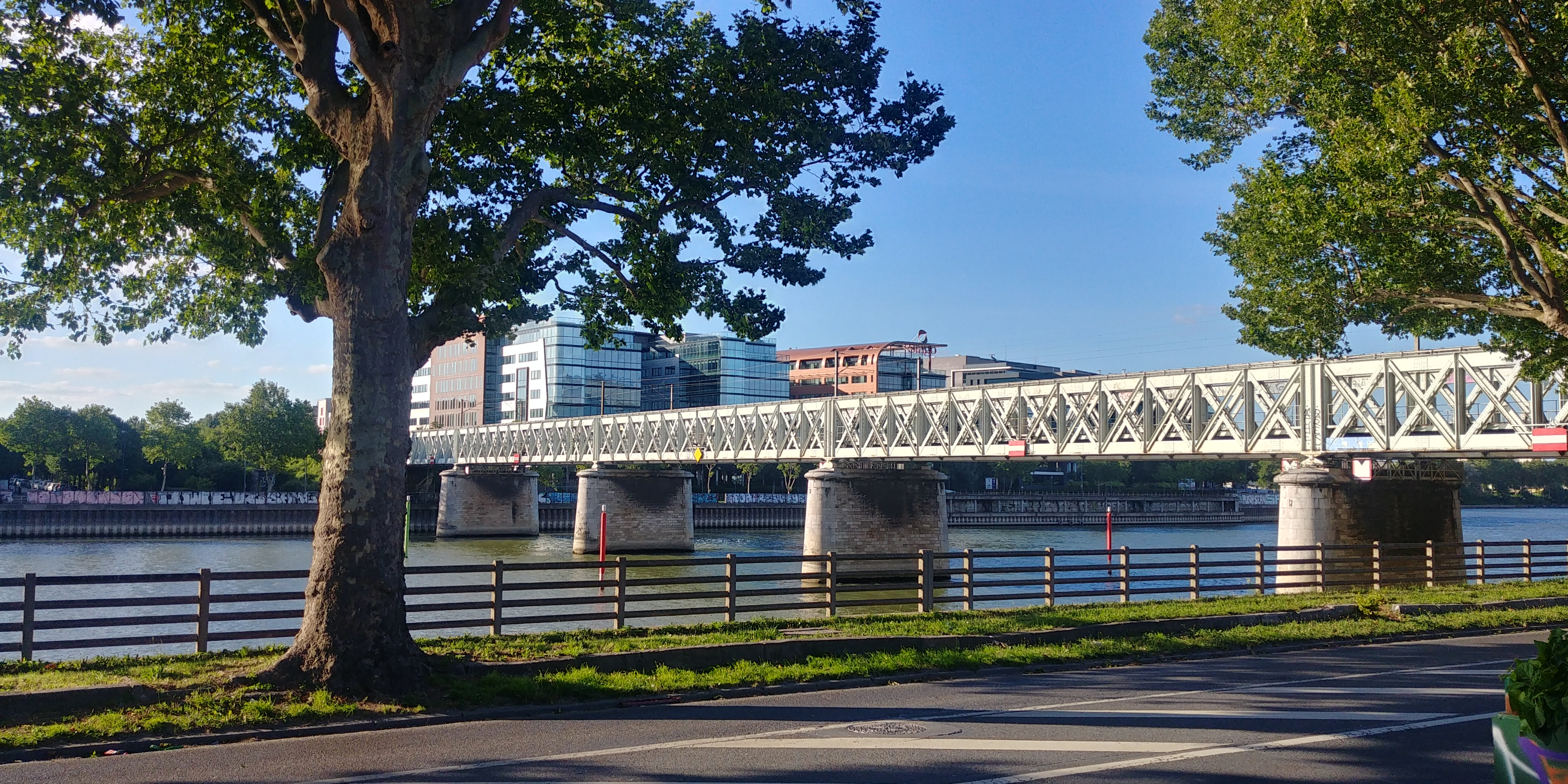
Le pont depuis le quai de Seine à Saint-Ouen.